# Cambeses (Monção)
Cambeses ist eine Gemeinde (Freguesia) im nordportugiesischen Kreis Monção. In ihr leben 496 Einwohner (Stand 19. April 2021).